# Culicoides indecorus
Culicoides indecorus är en tvåvingeart som beskrevs av Jean-Jacques Kieffer 1912. Culicoides indecorus ingår i släktet Culicoides och familjen svidknott.
Artens utbredningsområde är Taiwan. Inga underarter finns listade i Catalogue of Life.